# Brištane
Brištane – wieś w Chorwacji, w żupanii szybenicko-knińskiej, w mieście Drniš. W 2011 roku liczyła 174 mieszkańców.